# Skop (kozioł)

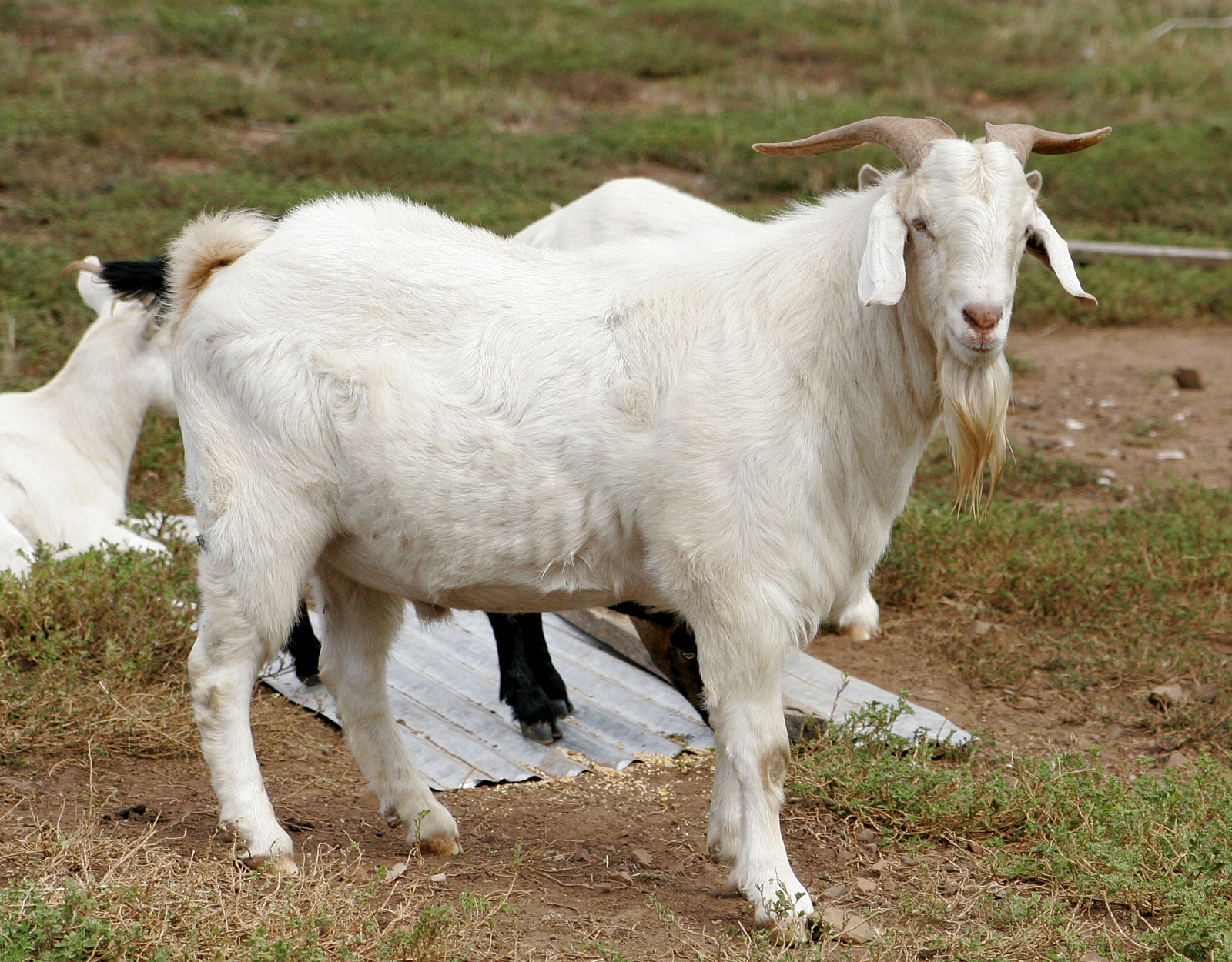
Skop

Skop – wykastrowany samiec kozy domowej.
Mimo iż aktualnie, w języku zootechnicznym, wykastrowanego samca kozy nazywa się capem, to są autorzy, którzy kwestionują tę terminologię. Zwracają oni uwagę na to, iż w starych źródłach mianem cap określa się samca kozy, zaś skop kastrata.  Na początku XX w. określenia kozioł i cap używane były wymiennie i oznaczały rozpłodnika. Taka nomenklatura funkcjonuje zresztą do dziś w wielu rejonach Polski.
W warunkach Polski, mimo iż popęd płciowy kozły przejawiają przez cały rok, to jednak podobnie jak u kóz, występuje u nich pewna sezonowość. Najmniejszą aktywność obserwuje się u nich wiosną. Nasilenie przypada zaś na drugą połowę roku kalendarzowego, okres skracania się dnia świetlnego, nazywany czasem bekania się kóz, parkotu lub latowania się. Na ogół w drugiej połowie lata kozły przygotowując się do sezonu stanowienia (krycia) zaczynają skrapiać pysk, brodę, szyję i przednie nogi moczem, w którym podobnie jak u niektórych innych ssaków (konie, myszy, świnie, owce) występują m.in. działające stymulująco na samice feromony, których podstawowym składnikiem są androgeny.
To sprawia, że intensywność emanowanych przez kozły zapachów (nieprzyjemnych dla ludzi), dodatkowo wzrasta. Takie zachowanie nie występuje u kastratów, których mocz, podobnie jak i u osobników niedojrzałych płciowo oraz starych, nie jest aktywny. 
W hodowli zabieg kastracji samców przeprowadza się m.in. po to by poprawić walory zapachowe pozyskiwanego z nich mięsa. Kastracja np. świń zapobiega pojawianiu tzw. zapachu knura, który jest później wyczuwalny w mięsie
Gdyby więc nazwa cap miała odnosić się do kastrata, a nie rozpłodnika, to np. znane stare powiedzenie śmierdzi jak cap byłoby nielogiczne. 